# Grote Boeddha van Phuket

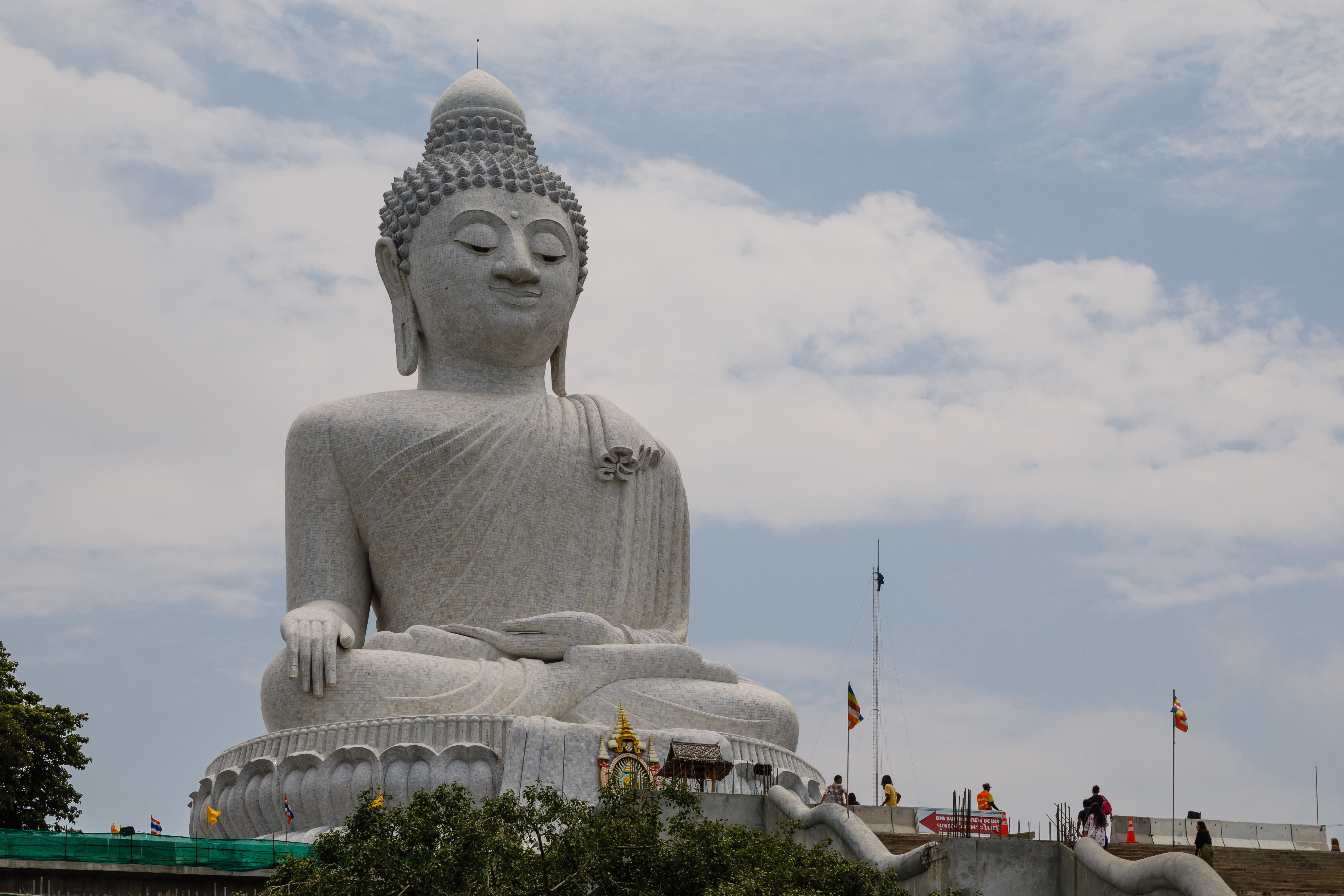
Grote Boeddha van Phuket

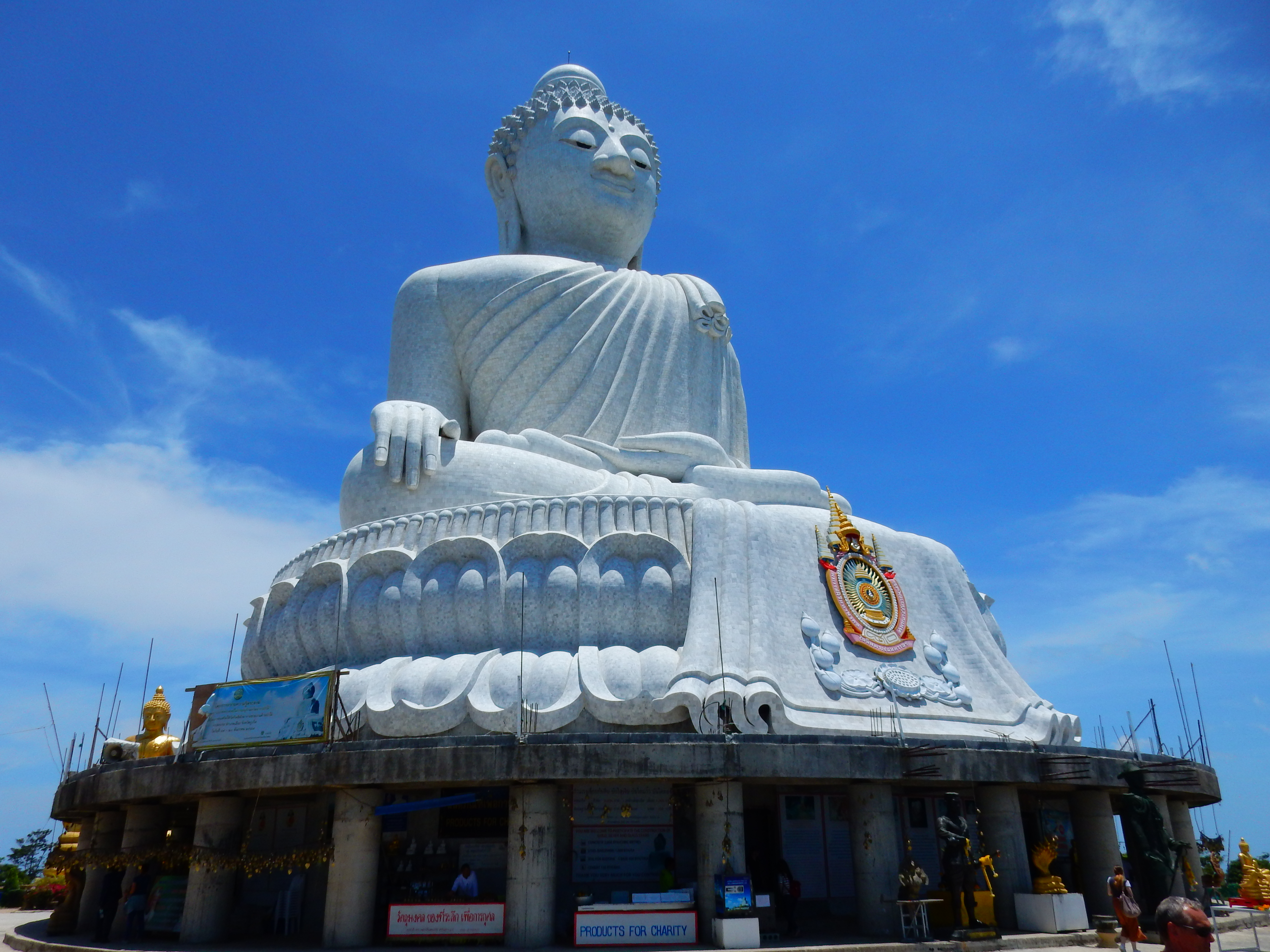
Grote Boeddha van Phuket

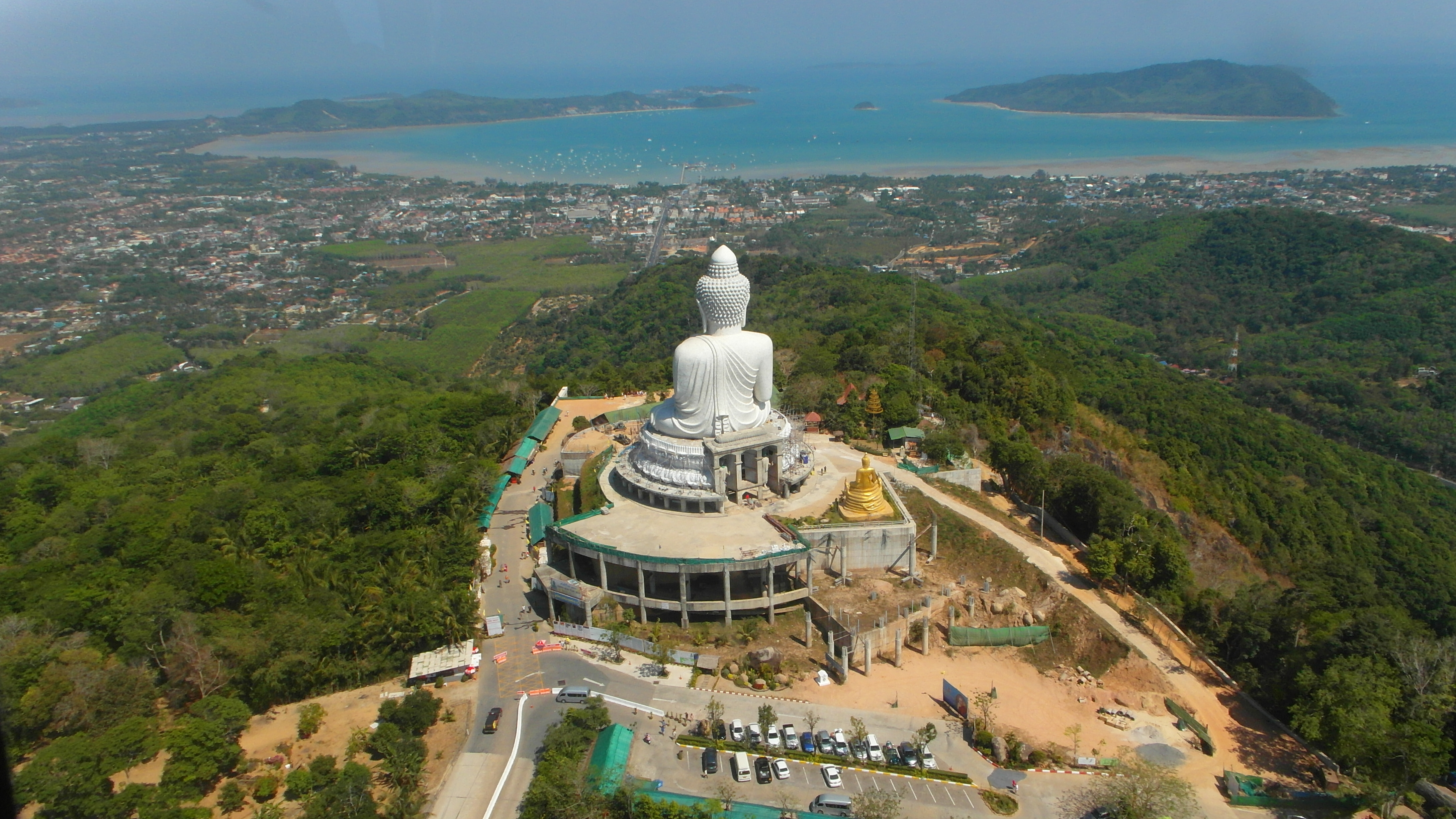
het Boeddhabeeld met uitzicht op de baai

De Grote Boeddha van Phuket of Phra Phutta Ming Mongkol Akenakiri is een kolossaal standbeeld op de heuvel Naga in Amphoe Mueang Phuket in de provincie Phuket in Thailand.
Het standbeeld is het derde hoogste standbeeld in Thailand, waarbij alleen de Grote Boeddha van Thailand en Grote Boeddha van Roi Et hoger zijn.

## Geschiedenis
In 2004 begon men met de bouw van het standbeeld, in 2015 werd de basis uitgebreid en in 2017 was 80% van het project voltooid. Het standbeeld kostte 30 miljoen baht en het grootste deel was afkomstig van donaties. Het standbeeld werd met goedkeuring van het Thaise Koninklijke Bosdepartment gebouwd in een nationaal beschermd bos.
In 2008 werd het standbeeld door Somdet Phra Yanasangwon, de Hoogste Patriarch van Thailand, uitgeroepen tot 'Boeddhistische schat van Phuket'.

## Bouwwerk
Het witte Boeddhabeeld geeft Gautama zittend weer, kijkende richting het oosten naar de baai van Chalong. Het is opgetrokken in beton en bedekt met Birmaans wit marmer.
Het beeld heeft een hoogte van 45 meter en is 25 meter breed.
Het standbeeld is de belangrijkste Boeddha van de Wat Kitthi Sankaram-tempel (Wat Kata). 
Naast het marmeren Boeddhabeeld staat een goudkleurig Boeddhabeeld van twaalf meter hoog. Dit beeld is gemaakt van 20 ton messing en kostte acht miljoen baht.

## Naam
De officiële naam van het standbeeld is Phra Phutta Ming Mongkol Akenakakiri (Thai: พระพุทธมิ่งมงคลเอกนาคคีรี), hetgeen betekent:
- Phra Phutta (พระพุทธ-) = de Boeddha
- Ming Mongkol (มิ่งมงคล) = glorieus eervol
- Ake (เอก) = top van
- Nakakiri (นาคคีรี) = de heuvel van Naka

Samen betekent het de glorieus eervolle Boeddha op de top van de heuvel van Naga.

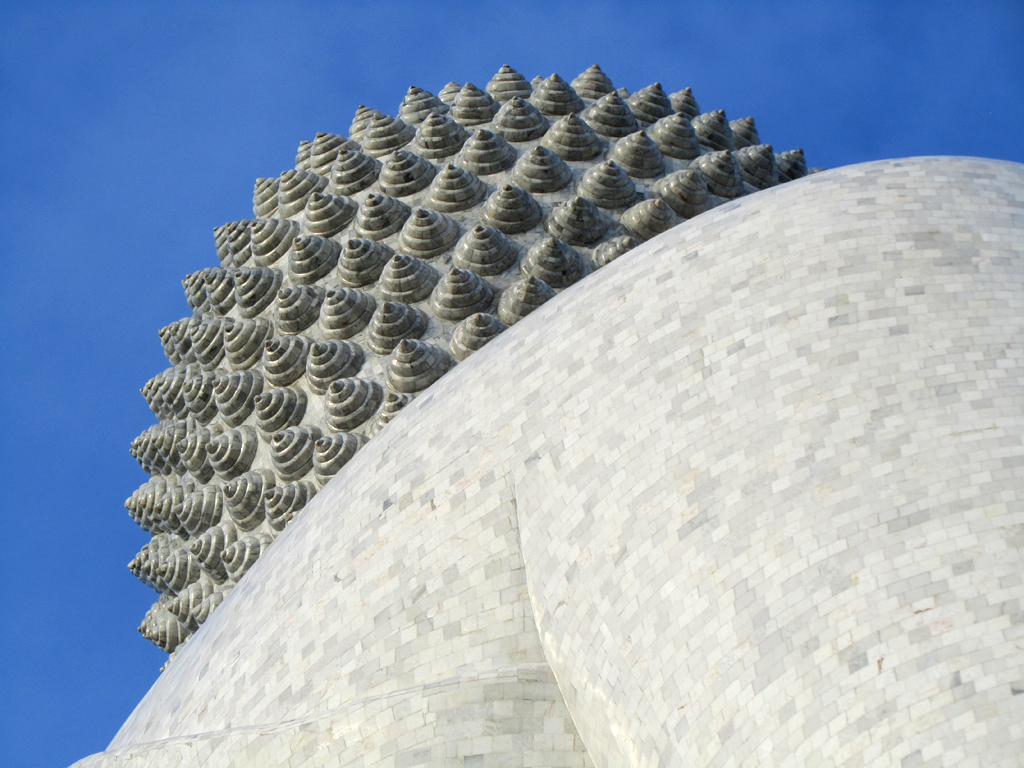
detail achterzijde
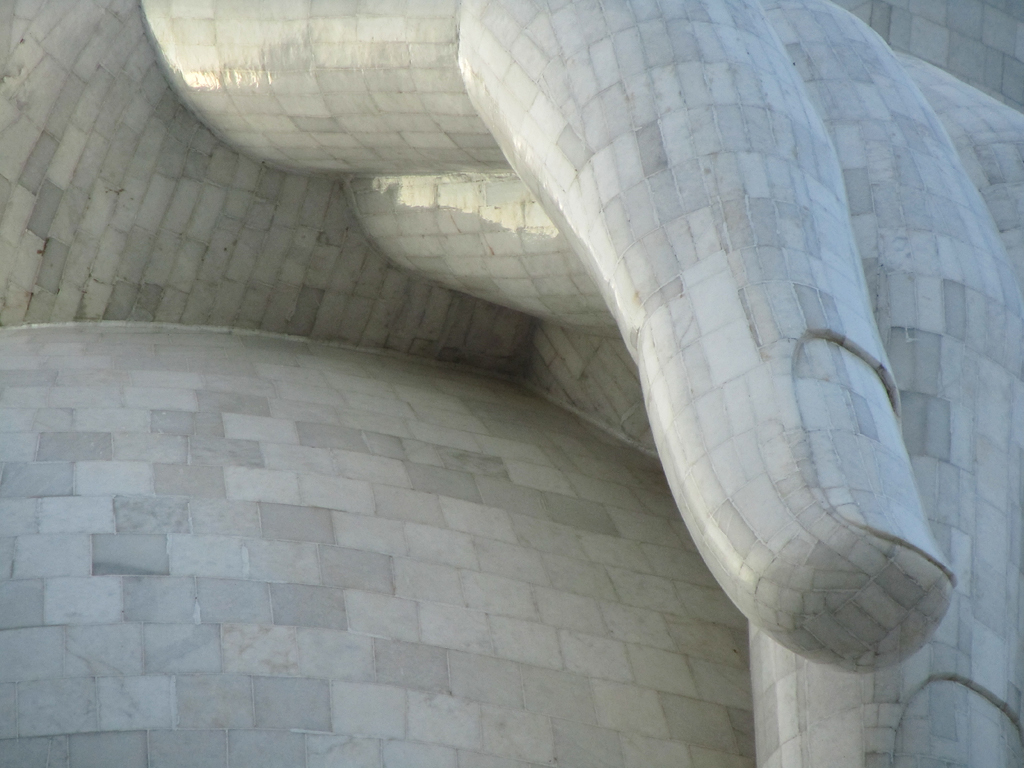
detail vinger
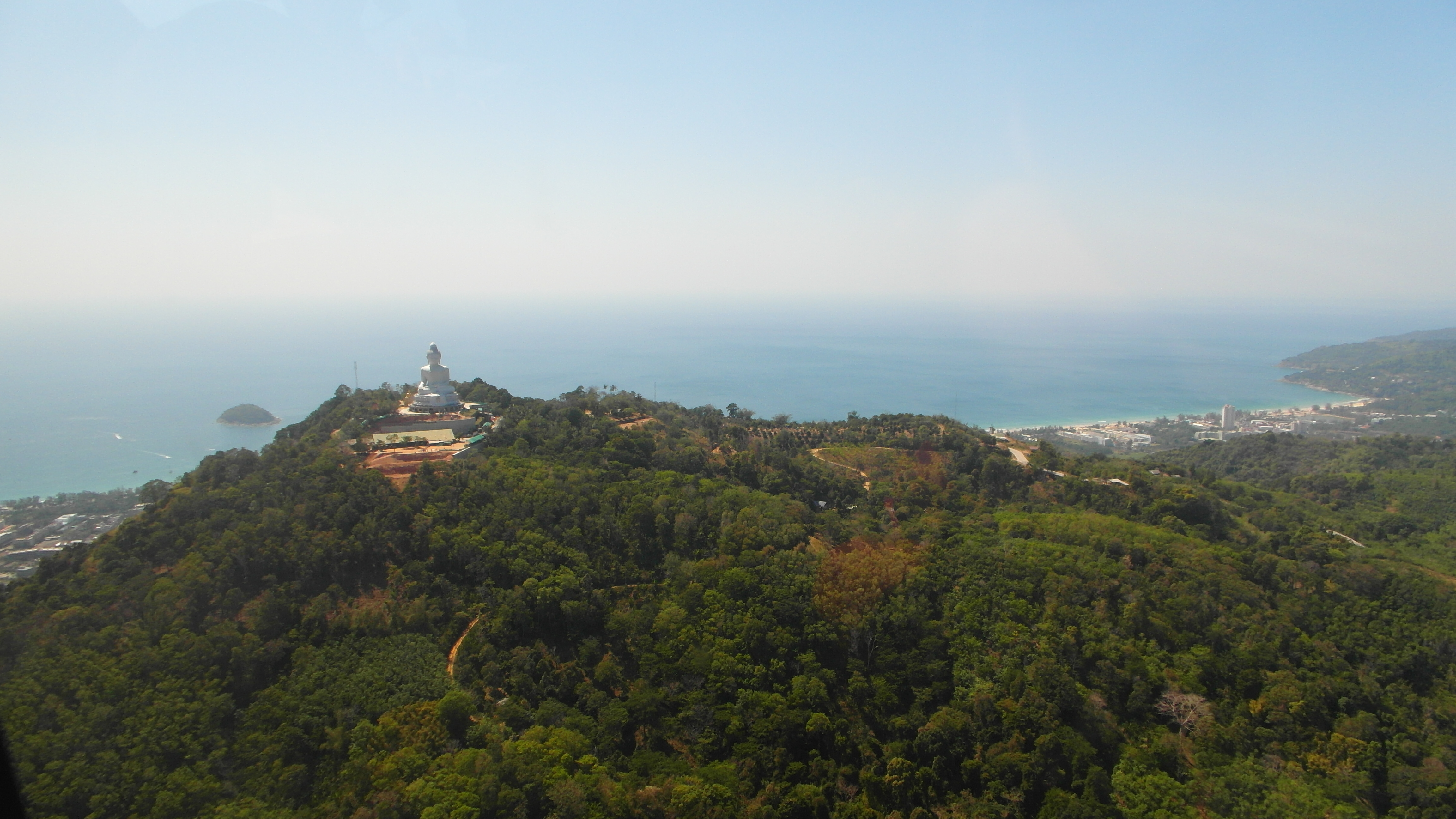
het standbeeld op de heuveltop